# Бронстон, Сэмюэл
Сэмюэл Бронстон (рожд. Шмил (Самуил) Бронштейн, англ. Samuel Bronston; 26 марта 1908, Кишинёв, Бессарабская губерния — 12 января 1994, Сакраменто, Калифорния, похоронен в Лас-Росас-де-Мадрид) — американский кинопродюсер.

## Биография
Сэмюэл Бронстон (Самуил Бронштейн) родился в 1908 году в Кишинёве в многодетной еврейской семье. В 1918 году вся семья (родители и 9 детей) покинула ставшую румынской Бессарабию и поселилась в Париже. Работал часовщиком в Марселе. Высшее образование получил в Сорбонне, после чего занялся прокатом кинофильмов и вскоре стал представителем американской фирмы Metro-Goldwyn-Mayer во Франции. В 1933 году поселился в Лондоне, а в 1937 году переехал в США, где работал исполнительным продюсером в Columbia Pictures и уже в 1943 году основал в Лос-Анджелесе собственную независимую компанию Samuel Bronston Productions (Сэмюэл Бронстон Продакшнз), просуществовавшую до 1964 года.
Первым самостоятельным проектом Сэмюэла Бронстона стала биографическая картина «История Джека Лондона» (The Story of Jack London, 1943), задуманная им при поддержке вдовы Джека Лондона Чармиэн Киттредж (Charmian Kittredge). Среди других ранних картин Бронстона — коммерчески успешные «И никого не стало» (And Then There Were None, 1945) по роману Агаты Кристи «Десять негритят» и «Прогулка под солнцем» (A Walk in the Sun, 1945) с режиссёром Льюисом Майлстоуном.
В последующие годы стал продюсером таких эпических лент как «Джон Пол Джонс» (John Paul Jones, 1959), «Царь царей» (1961), «Эль Сид» (1961), «55 дней в Пекине» (55 Days at Peking, 1963), «Падение Римской империи» (1964), «Мир цирка» (Circus World, 1964). Все фильмы снимались в выстроенных Бронстоном огромных испанских студиях компании в Лас-Росас-де-Мадрид, что было новаторской для американского кинематографа концепцией. Большинство картин снималось постоянной съёмочной группой (режиссёр Энтони Манн; сценаристы Филип Йордан, Philip Yordan и Джесси Лаский младший, Jesse L. Lasky, Jr.; композитор Миклош Рожа, оператор Роберт Краскер, Robert Krasker, актёры Софи Лорен и Чарлтон Хестон). С 1958 года жил главным образом в Испании и был официальным фотографом Ватикана. Сыграл важную роль в превращении Испании в один из центров европейского кинематографа. Снял несколько документальных лент.
После банкротства компании в 1964 году Бронстон перешёл на более коммерческую продукцию, сняв три фильма в Аргентине, Испании и Франции — «Дикие пампасы» (1966), «Доктор Коппелиус» (1966) и «Форт Саган» (с Жераром Депардьё и Катрин Денёв, 1984). Из-за огромного долга и длительной судебной тяжбы восстановить кинематографическую карьеру ему уже не удалось.
В 1962 году был награждён кинопремией «Золотой глобус» за фильм «Эль Сид».
Дочь — испанская певица и актриса Андреа Бронстон.

## Фильмография
- 1942 — Приключения Мартина Идена (The Adventures of Martin Eden, в повторном прокате — High Seas)
- 1943 — Джек Лондон (Jack London)
- 1943 — Город без людей (City Without Men, в повторном прокате — Prison Farm) с Линдой Дарнелл в главной роли
- 1945 — И тогда не осталось никого (And Then There Were None)
- 1945 — Прогулка под солнцем (A Walk in the Sun, в повторном прокате — Salerno Beachhead, совместно с Льюисом Майлстоуном)
- 1959 — Джон Пол Джонс
- 1961 — Царь царей
- 1961 — Эль Сид
- 1963 — 55 дней в Пекине
- 1964 — Падение Римской империи
- 1964 — Мир цирка (Circus World)
- 1966 — Дикие пампасы (Savage Pampas, или O Selvagem dos Pampas)
- 1966 — Доктор Коппелиус (Doctor Coppelius, или El Fantástico mundo del doctor Coppelius)
- 1977 — Бригэм (Brigham)
- 1984 — Форт Саган